# Круги (посёлок, Москва)
Круги — посёлок в Троицком административном округе Москвы  (до 1 июля 2012 года был в составе Наро-Фоминского района Московской области). Входит в состав поселения Новофёдоровское.

## История
Вокруг современного посёлка на топографических картах XIX века видна круговая просека, к которой отходят радиальные просеки. Появившийся в центре этой просеки посёлок со второй четверти XX века носит официальное название Круги. Название посёлка связано с его расположением.

## Население
Согласно Всероссийской переписи, в 2002 году в посёлке проживало 2 женщины. По данным на 2005 год, в посёлке проживал 1 человек.

## Расположение
Посёлок Круги находится примерно в 23 км к западу от центра города Троицка. Посёлок окружён лесами. Ближайшие населённые пункты — деревня Руднево и посёлок Зосимова Пустынь.